# Astochia canis
Astochia canis är en tvåvingeart som beskrevs av Stanley Willard Bromley 1935. Astochia canis ingår i släktet Astochia och familjen rovflugor.
Artens utbredningsområde är Myanmar. Inga underarter finns listade i Catalogue of Life.